# Мала ноћна паника
Мала ноћна паника је други студијски албум српске музичке групе Булевар. Албум је објављен 1982. године за издавачку кућу ПГП РТБ, а био је доступан на грамофонској плочи и на аудио-касети.

## Списак песама
| №               | Назив                   | Аутор(и)                             | Трајање |  |
| 1.              | Унутарња паника         | Д. Цукић (т, м)                      | 3:58    |  |
| 2.              | Боље да останеш с мамом | М. Туцаковић (т) · Н. Стаматовић (м) | 3:44    |  |
| 3.              | Заведи ме, па ме шутни  | М. Туцаковић (т) · Н. Стаматовић (м) | 3:25    |  |
| 4.              | Поново на улици         | Д. Цукић (т) · Д. Митрић (м)         | 4:01    |  |
| 5.              | Чекајући Годоа          | Д. Цукић (т, м)                      | 3:10    |  |
| 6.              | Опијум и Кока-кола      | М. Туцаковић (т) · Н. Стаматовић (м) | 4:10    |  |
| 7.              | Венерин брег            | М. Туцаковић (т) · Н. Стаматовић (м) | 2:55    |  |
| 8.              | Било шта за дан два     | Д. Митрић (т, м)                     | 3:47    |  |
| 9.              | Пуштен с ланца          | М. Туцаковић (т) · Н. Стаматовић (м) | 2:55    |  |
| 10.             | Тренутни лек            | М. Туцаковић (т) · Н. Стаматовић (м) | 3:38    |  |
| Укупно трајање: | Укупно трајање:         | Укупно трајање:                      | 35:43   |  |

- [1]

## Музичари
- Булевар:
  - Дејан Цукић — вокал, пратећи вокали
  - Ненад Стаматовић — гитара
  - Бранко Исаковић — бас-гитара
  - Предраг Јаковљевић — бубњеви
  - Драган Митрић — клавијатуре[1]
- Гости:
  - Корнелије Ковач — пратећи вокали
  - Зоран Коњевић — пратећи вокали[1]

## Остале заслуге
- Корнелије Ковач — продуцент
- Тахир Дуркалић — тонски сниматељ
- Раде Ерцеговац — тонски сниматељ
- Југослав Влаховић — фотографија, дизајн омота[1]